# گرگین پسر میلاد
گُرْگین پهلوانی ایرانی در داستان‌ها و حماسه‌های ملی ایران است. گرگین پسر دیگر پهلوان ایرانی، میلاد است. گرگین سردمدار خاندان میلاد نیز است. طبری گرگین را هم نام پسر میلاد، و هم نام پدر میلاد می‌داند که این گفتهٔ طبری پذیرفتنی است و شاید درست باشد، چرا که معمول بوده‌است که نام نخستین پسر را از روی پدربزرگ او برمی‌گزیدند.

## گرگین در شاهنامه
مهم‌ترین ماجراجویی گرگین در داستان بیژن و منیژه است. کیخسرو او را به همراه بیژن گسیل می‌دارد تا گرازهایی پیل پیکر را که در حال نابود کردن شهر اِرمان بودند از بین ببرد. گرگین در آنجا به دلاوری بیژن رشک برده و او را فریب می‌دهد تا به مرز توران برود. بیژن در توران به بزم دختر افراسیاب، منیژه می‌رود و آن دو به یکدیگر دل می‌بازند.
منیژه بیژن را بیهوش کرده و او را به کاخ خود می‌برد. در آنجا سربازان افراسیاب او را شناخته و
خبر به افراسیاب می‌رسد و سپس توسط گرسیوز، بیژن دستگیر شده و به نزد افراسیاب برده می‌شود و سرانجام به جای اعدام با وساطت پیران ویسه او را در چاهی زندانی می‌کنند. گرگین پس از اینکه چندی به انتظار بیژن می‌نشیند و نشانی از او نمی‌یابد، به ایران برگشته و به دروغ به کیخسرو می‌گوید که بیژن در هنگام دنبال کردن گوری گم شده‌است. کیخسرو که آگاه می‌شود گرگین دروغ گفته، او را به زنجیر می‌کشد و زندانی می‌کند، ولی پس از آن با میانجی‌گری رستم، گرگین آزاد شده و به همراه رستم به توران می‌رود تا بیژن را از چنگ افراسیاب برهاند.
در نبرد دوازده رخ، گرگین یکی از پهلوانان ایرانی است که با تورانیان به گونه تن‌به‌تن نبرد می‌کند. او در این نبرد، اندریمان، پهلوان تورانی را شکست‌داده می‌کشد. در فرامرزنامه و بهمن‌نامه نیز از او یاد شده‌است. در بهمن‌نامه، از کسی به نام رویین نام برده شده‌است که پسر گرگین است و سپهسالار ارتش بهمن است. ابن اسفندیار، بنیان‌نهادن شهر گرگان را از کرده‌های گرگین برمی‌شمرد.
| چو گرگین کار آزموده سوار  |  | که با اندریمان کند کارزار |
| .                         |  | .                         |
| چو گرگین میلاد و گردان ری |  | برفتند یکسر به فرمان کی   |
| پس و پشت او را نگه داشتند |  | همه نیزه از ابر بگذاشتند  |

## گرگین در افواه
گرگین میلاد طبق روایات بنیان‌گذار شهر لار از توابع استان فارس در کشور ایران می‌باشد.
سپاهان به گودرز کشواد داد .........به گرگین میلاد هم لاد داد
در افواه و السنه مذکور است، در حینی که کیخسرو کیانی، گرگین میلاد را به حکومت آن شهر فرستاد، چون یک پسر او لار نام داشته و بعد از پدر قائم مقام او گشته، آن شهر به اسم او موسوم شده و کیخسرو تاج مذکور را به او داده بود و از آن تاریخ در سلسله ایشان مانده، هر کدام به جای دیگری سلطنت می‌کرده، به پوشیدن آن تیمن و تبرک می‌جسته‌اند.
بین الجمهور مشهور است که گرگین میلاد چون به ظاهر شهر لار رسیده، جهت دخول شهر ساعت اختیار می‌نموده، منجمان عجم و و اخترشناسان لار سعد و نحس کواکب را با نظارت یومی به نظر تدقین ملاحظه نموده، تا مدت هفت سال ساعتی که به درجات دقایق طالع او موافق و از نحوست نجومی و سهم الحوادث روزگار خالی باشد نیافتند.
بعد از انقضای هفت سال ساعتی سعد از بازیچه طالع او موافق و دلالت بر ثبات و بقای دولت نموده، مبری از عیوب نجومی بوده، اختیار نمودند و گرگین هفت سال در کنار شهر توقف نمود تا روز موعود در آن ساعت مسعود داخل شهر شد و از آن زمان که قریب چهار هزار سال است، نسلاً بعد نسل اولاد او در آن دیار حکومت نموده، هیچ پادشاه ذی شوکت تسخیر آن ملک تیسیر نپذیرفته به خراجی از ولایت آنجا راضی می‌شده‌اند و همچنین بین الناس مشهور است که حکمای عجم، در آنجا طلسمی بسته بوده‌اند که ساحت آن ملک از عبور لشکر و سم ستور بیگانه مون بوده باشد و از حکمت بالغه ایزدی در این زمان فرخنده نشان آن طلسم به دست اقبال و سر پنجه اقتدار ملازمان درگاه سدره مثال شهریار بلد قدر، بی همال شکسته گشته آن ولایت به تصرف اولیای دولت قاهره درآمد.
روایت بنیان گذاشتن شهر «لار» به دست «گرگین میلاد» که در بالا ذکر شده حدود چهارصد سال پیش توسط مورخ رسمی شاه عباس بزرگ نقل شده‌است. او تأکید کرده که «بین الجمهور» مشهور است؛ یعنی این روایت در آن ایام از چنان شهرتی برخوردار بود که توسط بسیار از مردم نقل می‌شده‌است. داستان بنیان نهادن شهر «لار» توسط گرگین میلاد از مشهورترین روایات در کتب تاریخی و ادبی فارسی است و از آن جایی که نام یکی از امرای محلی لارستان در اوایل قرن نهم ه‍.ق «گرگین» بوده‌است، به خوبی مشخص است که این نام در قرن نهم و به احتمال بسیار قرن‌ها پیش از آن، شهرت داشته‌است. تاکنون هیچ گونه تحقیق مستقلی پیرامون این شخصیت تاریخی و اسطوره‌ای صورت نپذیرفته‌است. از این رو سوالاتی چند پیش روی علاقه‌مندان بی جواب مانده‌است. این که به راستی گرگین میلاد کیست، دوره تقریبی حیات او چه زمانی است؟ دربارهٔ او در کتب تاریخی چه روایاتی ثبت شد ه است؟ آیا او را می‌توان با یکی از پادشاهان تاریخی ایران منطبق دانست و این که چگونه می‌توان به زوایای ناشناخته زندگی او پی برد؟
گرگین یکی از پهلوانان ایرانی شاهنامه و پسر میلاد یکی دیگر از پهلوانان شاهنامه است. نام او را به گرگ منسوب داشته‌اند، یعنی به حدت و نیروی گرگ. در زمان پادشاهی کیخسرو او را مأمور همراهی بیژن در جنگ گرازان می‌کنند ولی او بیژن را گمراه کرده و موجب گرفتار شدن او در دست تورانیان می‌شود.
گرگین بعد از زندانی شدن به خواست رستم آزاد می‌گردد.